# Limnophila (Indolimnophila) iotoides
Limnophila (Indolimnophila) iotoides is een tweevleugelige uit de familie steltmuggen (Limoniidae). De soort komt voor in het Oriëntaals gebied.